# Arvid Malkar
 Arvid "Sjörövarn" Malkar, ursprungligen Johansson, född 3 april 1879 i Oskarshamn, död 1952, var en svensk lokalrevyförfattare och postiljon. Han satte upp revyer i Oskarshamn, Kalmar och Göteborg – i Göteborg samarbetade han med Fritz Schéel – och totalt stod han för 25 revyer.

## Biografi
Malkar föddes i Oskarshamn som son till köpmannen Johan Fredrik Rupert Johansson och Sophia Cornelia Deurell. Arvid Malkar utbildade sig till postexpeditör och arbetade några år i Göteborg. Under tiden i Göteborg hann han medverka i flera revyer. Smeknamnet "Sjörövarn" fick Malkar efter att hans segelbåt fastnat ute på sjön på grund av stiltje, varvid han kom försent till arbetet som postiljon. Efter att ha flyttat hem till Oskarshamn satte han mellan 1915 och 1920 upp ett tiotal revyer. Revysällskapet gick under namnet "Rövarbandet". År 1921 flyttade han vidare till Kalmar där han fortsatte arbeta på posten fram till pensionen. Huset på Sparregatan 1 som han bodde i en tid kallades snart "Sjörövarborgen" eller bara "Rövarborgen". I Kalmar medverkade han i dagspressen under signaturen "Sjörövarn" och fortsatte sätta upp lokalrevyer. År 1935 ändrades familjenamnet till Malkar. Han gav även ut tidningen Julosten i samband med Jul. Han avled 1952.